# Phys.org
Phys.org este un agregator de știri online din domeniul științei, cercetării și tehnologiei, care oferă rezumate din comunicate de presă și rapoarte ale agențiilor de știri. Phys.org este unul dintre cele mai actualizate site-uri web de știință, cu o medie de 98 de articole pe zi. Face parte din rețeaua de site-uri Science X, cu sediul central în Insula Man, Regatul Unit.